# Eumorpha fasciatus

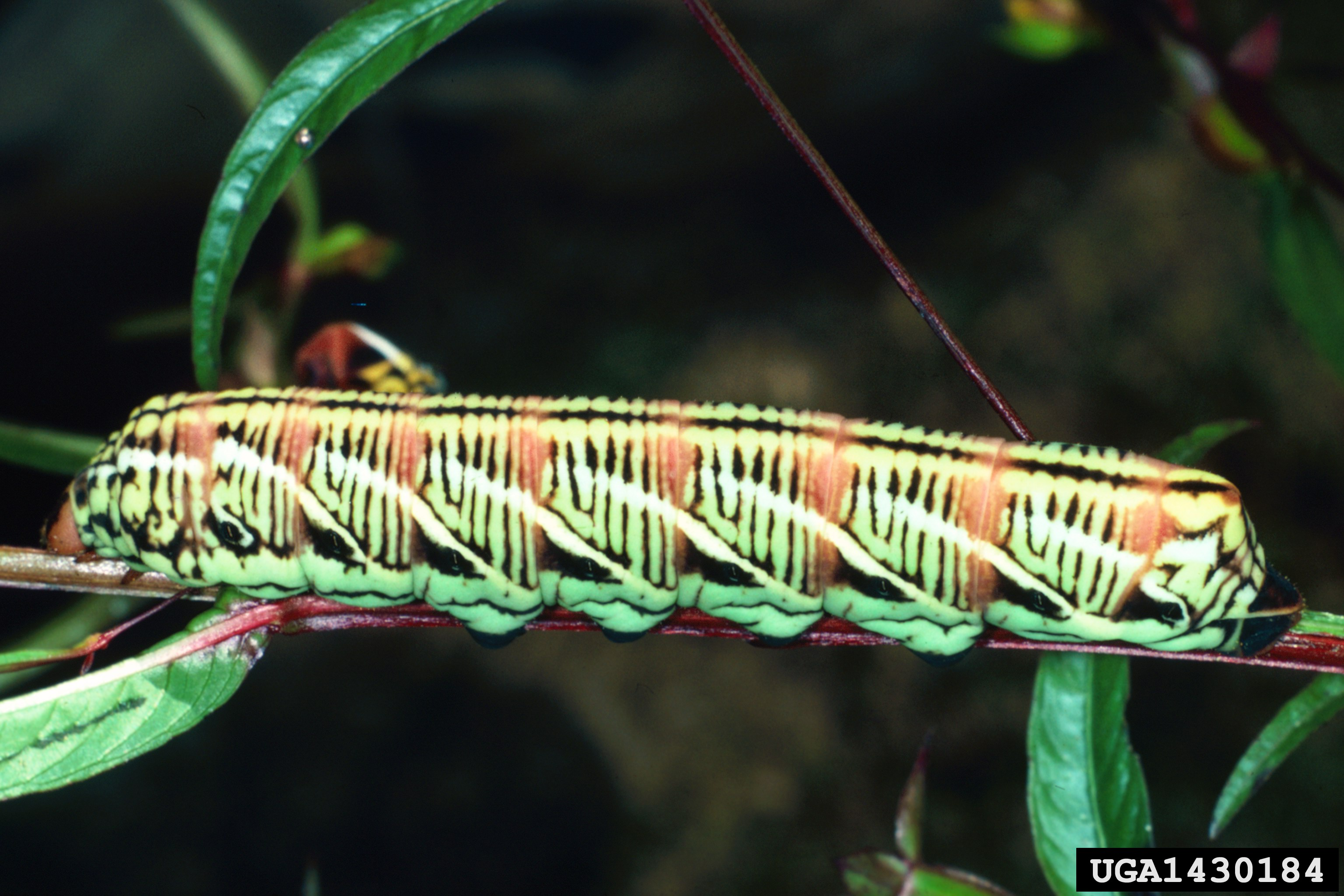
Raupe von Eumorpha fasciatus

Eumorpha fasciatus ist ein Schmetterling (Nachtfalter) aus der Familie der Schwärmer (Sphingidae), die in Süd- und Nordamerika verbreitet ist. Die Art wurde 1776 von Johann Heinrich Sulzer von der ähnlichen Art Eumorpha vitis abgetrennt. Die Annahme, dass sich die Raupen von Eumorpha fasciatus ebenso wie die von Eumorpha vitis von Weinrebengewächsen (Vitaceae) ernähren würden, führte zu dem englischen Trivialnamen „Lesser Vine Sphinx“ („Kleiner Weinschwärmer“), es stellte sich jedoch heraus, dass ihre Nahrung hauptsächlich aus verschiedenen Arten der Heusenkräuter besteht.

## Merkmale
Die Falter erreichen Vorderflügellängen von 44 bis 49 Millimetern, bei einer Flügelspannweite von 87 bis 96 Millimetern. Die Falter sehen auf den ersten Blick Eumorpha vitis ähnlich, die Oberseite der Hinterflügel unterscheidet sich jedoch deutlich. Bei E. fasciatus ist der gesamte Außenrand rot gefärbt, wohingegen die ähnliche Art nur am Analwinkel rot gefärbt ist. Die Hinterflügel haben auch einen roten Fleck am Flügelinnenrand. Die Oberseite der Tiere ist dunkel bräunlich-rosa gefärbt. Entlang der Costalader der Vorderflügel verläuft eine heller gefärbte Binde. Die Vorderflügel tragen zudem entlang der übrigen Flügeladern feine, weißlich-rosafarbene Streifen. Die Art zeigt bezüglich ihrer Färbung eine extrem geringe Variabilität.

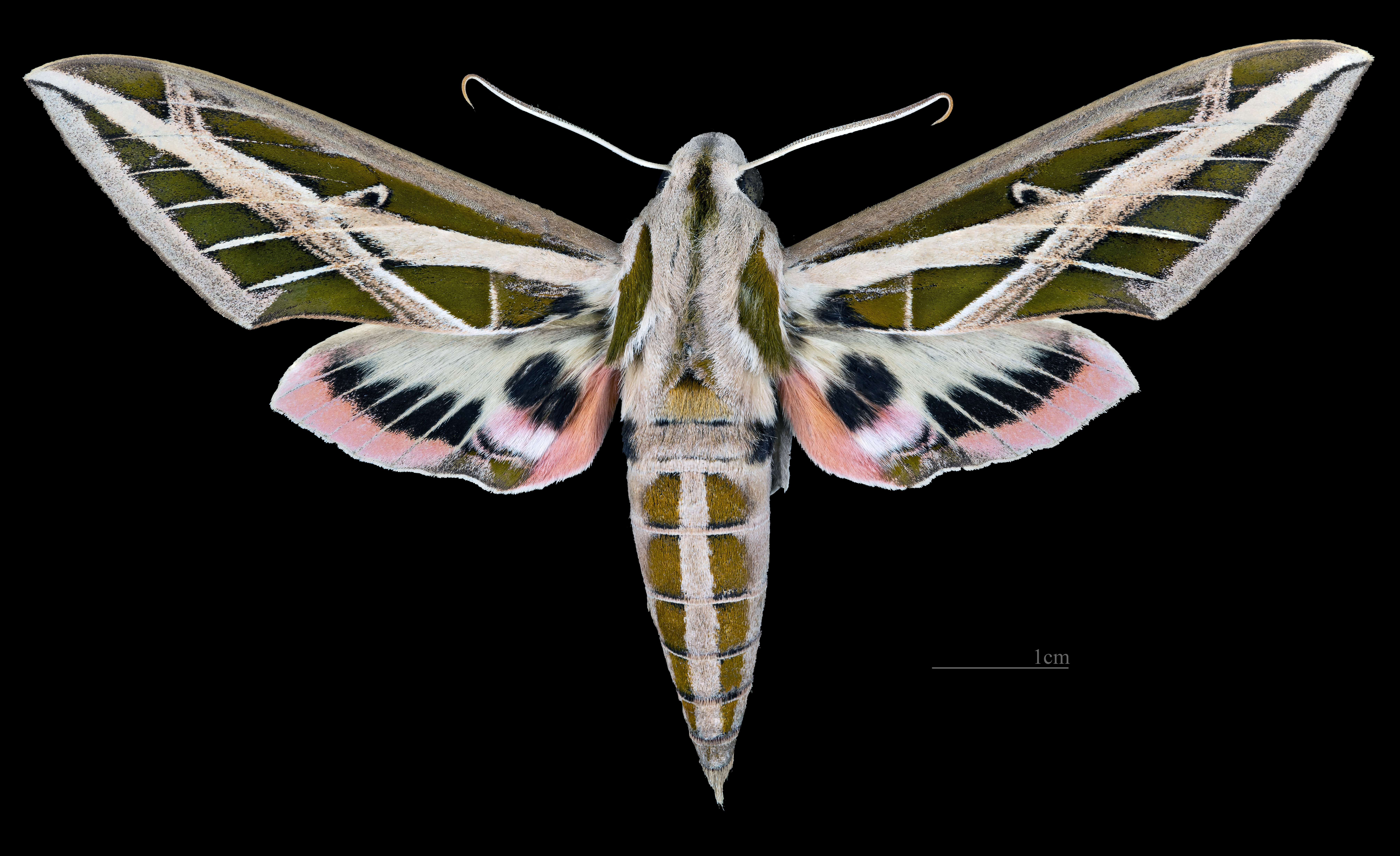
Männlich – Dorsalansicht
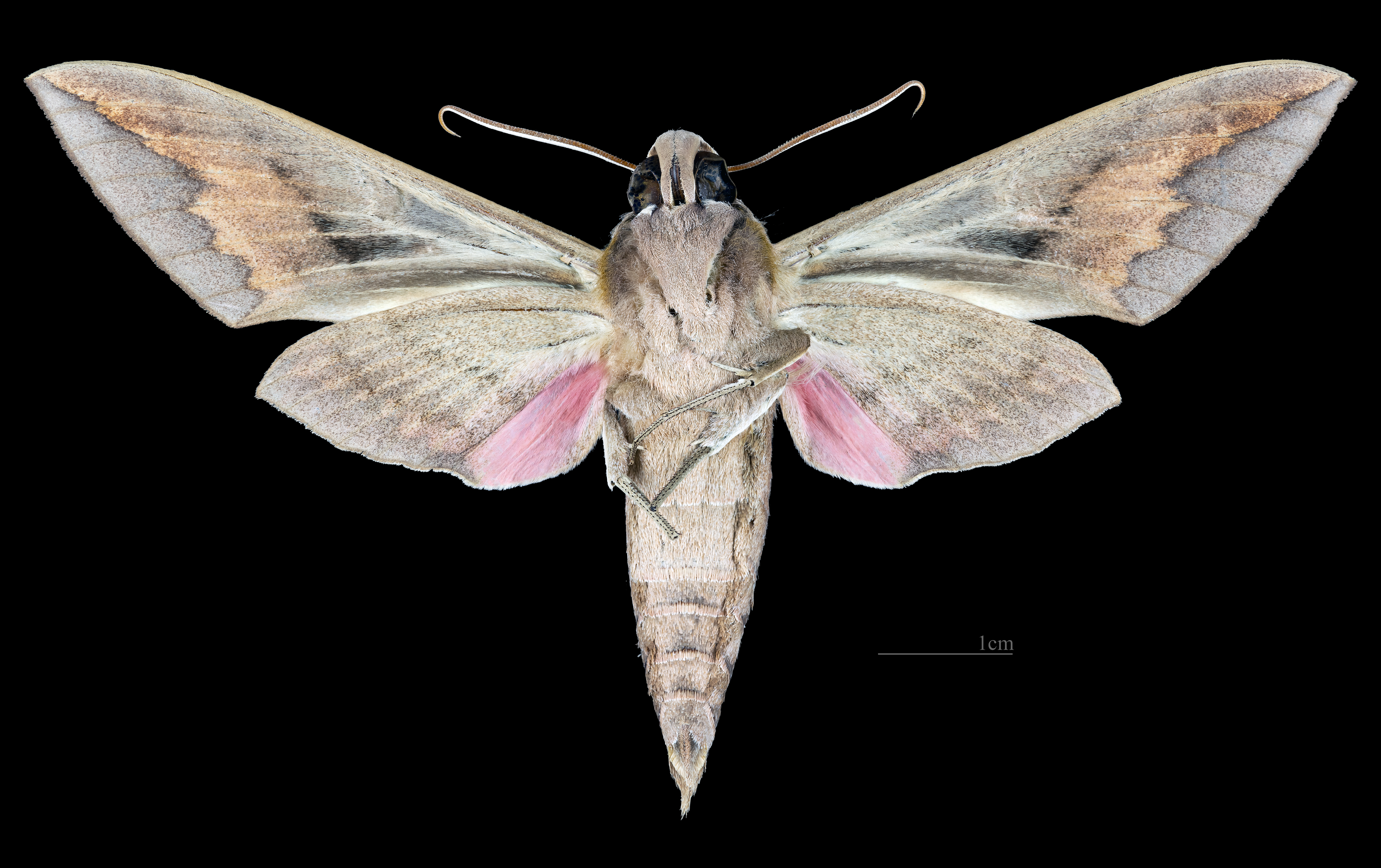
Männlich – Ventralansicht
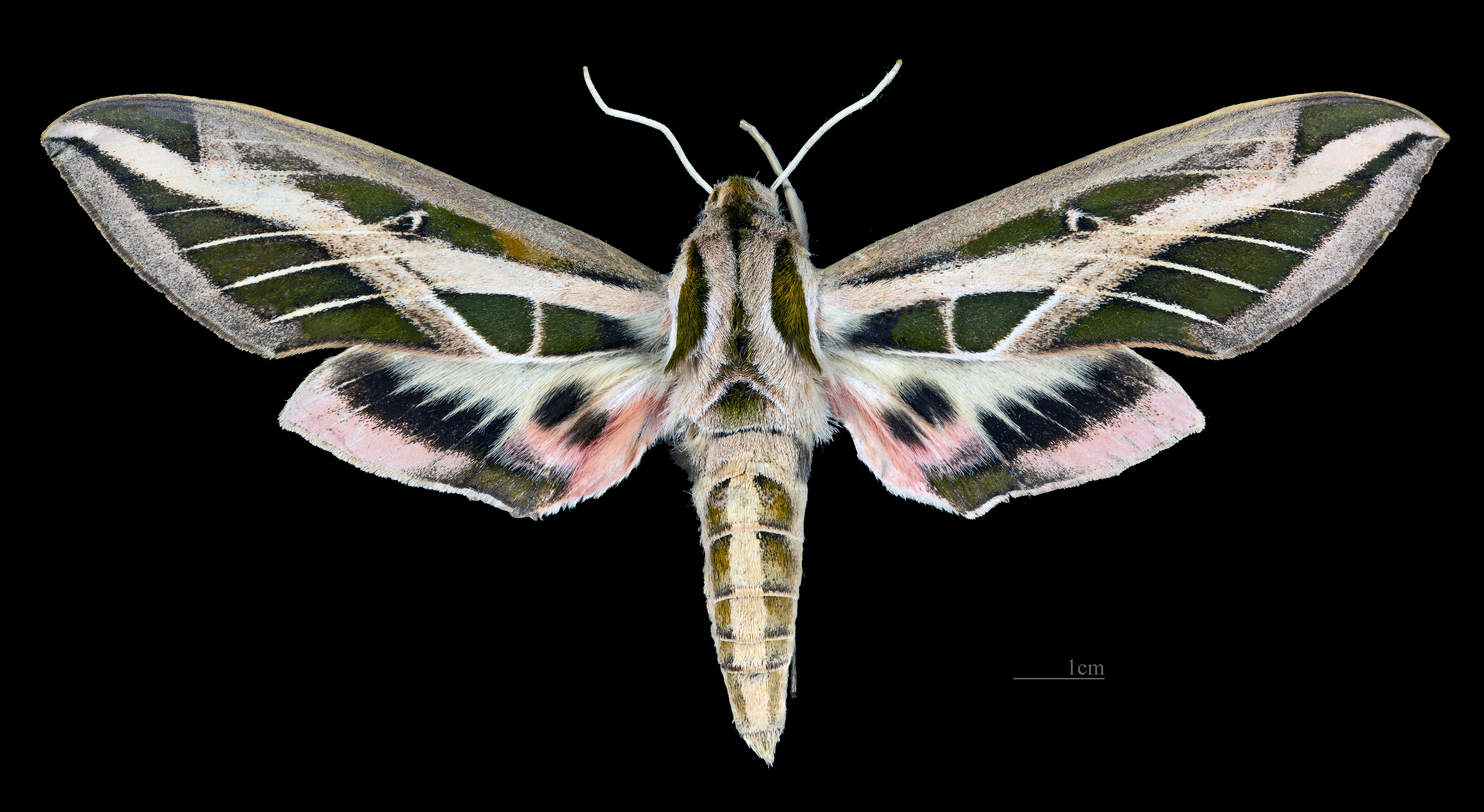
Weiblich – Dorsalansicht
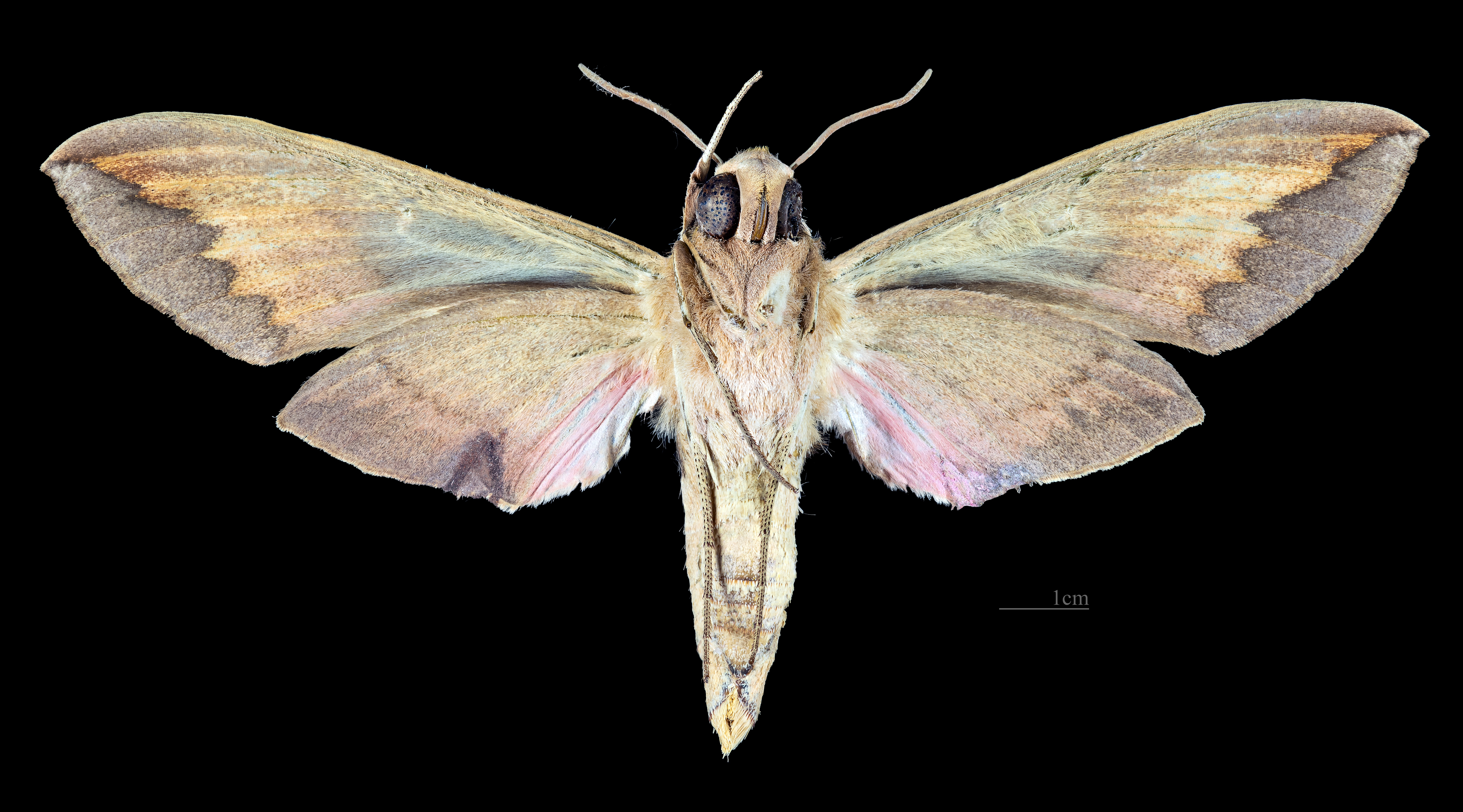
Weiblich – Ventralansicht

Die Raupen sind hingegen jene mit den meisten Farbmorphen unter den Schwärmern Nordamerikas. Die Färbung reicht von verschiedenen Grünschattierungen über gelb bis zu mehreren Schattierungen von Rot. Die Raupen können aber auch mehrfarbig sein. Es wird vermutet, dass die Färbung mit den gefressenen Nahrungspflanzen in Zusammenhang steht.
Die Puppe ist sehr dunkel rötlich-braun gefärbt und matt. Ihr gedrungener Kremaster ist rau und hat eine mittellange, hakenförmige Spitze.

## Vorkommen
Die Art ist von Argentinien, Bolivien, Paraguay, Uruguay, Brasilien, Kolumbien, Ecuador und Peru über Mittelamerika und Mexiko bis nach Nordamerika bodenständig. Dort findet man sie in den Küstengebieten von North- und South Carolina, südlich bis nach Florida und weiter nach Westen bis Texas. Im Landesinneren findet man sie entlang des Mississippi bis zumindest Cape Girardeau in Missouri und Terre Haute in Indiana. Nachweise aus Arizona und Kalifornien sind Falschmeldungen. Auch in der Karibik ist die Art weit verbreitet. Wandernde Falter können darüber hinaus bis nach Nova Scotia, Ontario, New York City und Michigan nachgewiesen werden.
Besiedelt werden Wasserläufe und Feuchtgebiete mit starkem Bewuchs von Heusenkräutern (Ludwigia).

## Lebensweise
Die Falter fliegen künstliche Lichtquellen nur sehr selten an, können aber häufig an Nektarquellen, wie beispielsweise Hakenlilien (Crinum), Rosafarbener Catharanthe (Catharanthus roseus), Petunien (Petunia) oder Gewöhnlichem Seifenkraut (Saponaria officinalis) beobachtet werden.

### Flug- und Raupenzeiten
In den Tropen tritt die Art in kontinuierlich aufeinander folgenden Generationen auf, im Norden fliegt die Art zumindest mit zwei Generationen, beispielsweise in South Carolina von Ende Mai bis Juli und von Ende August bis Oktober. In Louisiana fliegen die Tiere von Mai bis Oktober, was vermuten lässt, dass mehr als zwei Generationen ausgebildet werden.

### Nahrung der Raupen
Die Raupen ernähren sich von verschiedenen Arten der Heusenkräuter (Ludwigia) und sind beispielsweise an Ludwigia peruviana, Ludwigia octovalvis, Ludwigia leptocarpa, Ludwigia decurrens und Ludwigia repens nachgewiesen. Manche Heusenkräuter werden nicht gefressen. Die Raupen sollen sich auch von anderen Nachtkerzengewächsen (Onagraceae) ernähren.

## Entwicklung
Die Weibchen legen ihre Eier einzeln an der Unterseite der Blätter der Nahrungspflanzen ab. Die Raupen sind Einzelgänger und sitzen auf der Mittelrippe an der Blattunterseite. Sie werden häufig von Brackwespen der Gattung Cotesia parasitiert. Die Verpuppung erfolgt in einer Erdhöhle mehrere Zentimeter tief im Boden. Die verpuppungsbereite Raupe muss häufig große Distanzen zurücklegen, um einen geeigneten Ort zur Verpuppung zu finden, da die Nahrungspflanzen häufig im stehenden Wasser wachsen. Die Raupen klettern von der Pflanze und können an Land schwimmen. Die Puppe windet sich an die Erdoberfläche, bevor der Falter schlüpft.